# Parco Argentina
Il parco Argentina (in sloveno Argentinski park) è un parco pubblico situato nel centro di Lubiana.

## Storia
Precedentemente noto come parco Lenin, ha acquisito il nome attuale in onore dei legami amichevoli tra lo stato sloveno e quello argentino. Una parte del parco è stata rinominata nel 2000 in parco della Riforma protestante slovena (Park slovenske reformacije).